# Jonathan Edwards Jr
Jonathan Edwards Jr. (26 de mayo de 1745 - 1 de agosto de 1801) fue un lingüista y teólogo graduado de la universidád de Princeton. Su padre fue el afamado predicador Jonathan Edwards.

## Biografía

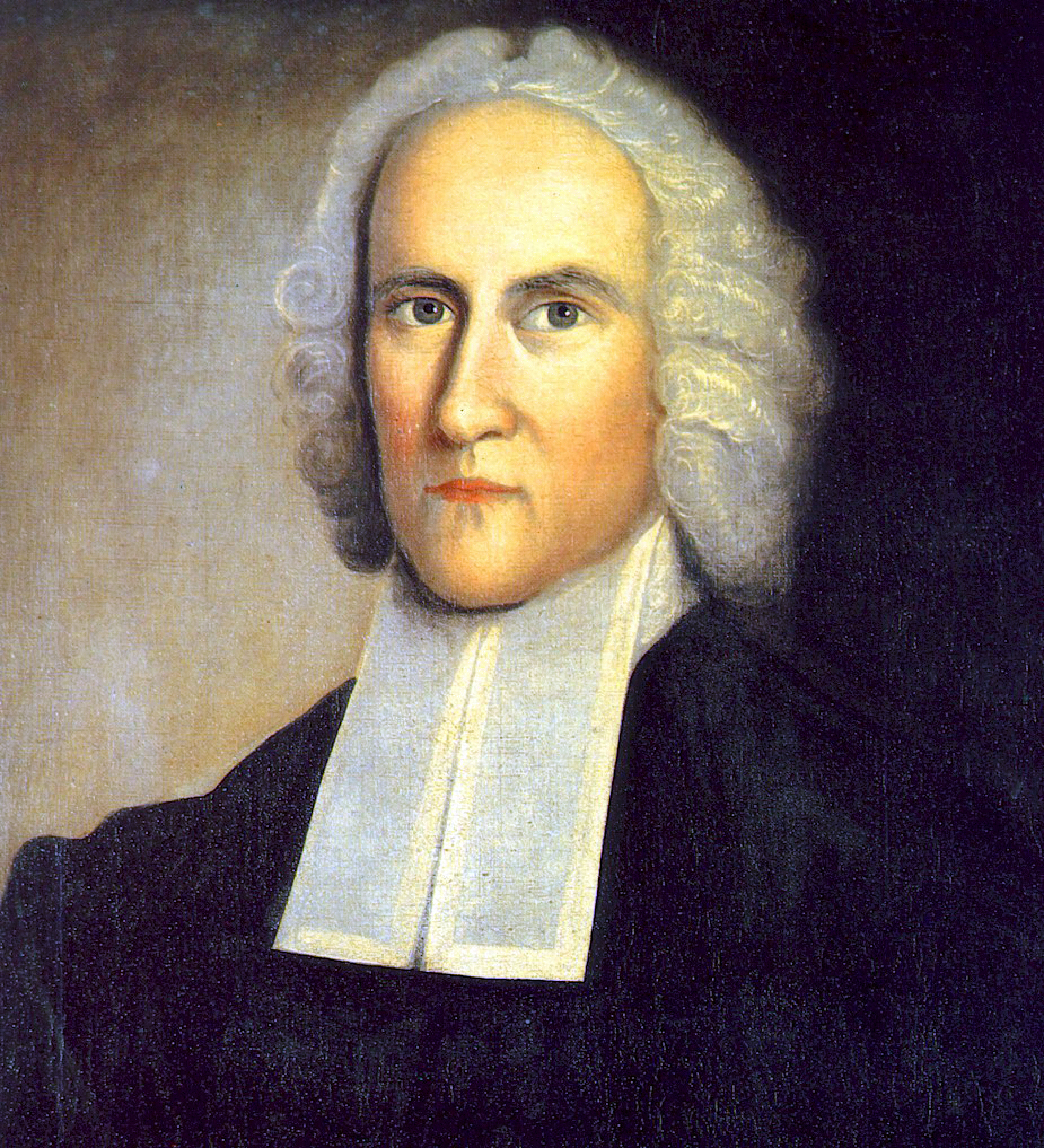
El padre de Edwards Jr., era Jonathan Edwards, un importante teólogo de la época.

Jonathan nació en Northampton, Massachusetts, en los actuales Estados Unidos de América. Era el quinto hijo de once, del teólogo Jonathan Edwards. Se graduó de Princeton en 1765, a los 20 años. Luego estudió teología bajo la tutoría de Joseph Bellamy, proveniente de Bethlehem, Connecticut. Fue tutor en Princeton (1767-1769), y pastor en White Haven, Connecticut (1769 -1795). Después de servir como pastor en Colebrook, Connecticut, durante los años 1795 - 1799, viajó hasta Schenectady, en Nueva York. Allí sería presidente de la "Union College". Murió el 1 de agosto de 1801 y fue enterrado en el cementerio de la iglesia "First Presbyterian Church" en Schenectady, Nueva York.

## Obra
Jonathan Edwards Jr. se destacó como teólogo y lingüista.

### Obra como teólogo
Aunque no fue tan brillante y conocido como su padre, su fama se basa principalmente en una respuesta a Charles Chauncy acerca de la salvación para todos los hombres. En esta, Edwards defiende la doctrina evangélica. También por su respuesta a las  "Samuel West's Essays on Liberty and Necessity". En estas, modificó grandemente la teoría de su padre de dar una interpretación liberal a la Biblia. También realizó trabajos sobre los sermones de su padre. Sus trabajos fueron publicados en Andover, en 1842, en dos partes.

### Obra como lingüista
Edwards fue un pionero en el estudio de las lenguas de los indios norteamericanos. Fue criado en la comunidad de Stockbridge, Massachusetts, donde los mohicanos eran la mayoría, y aprendió a hablar con fluidez su lengua. También aprendió a hablar otros idiomas de los algonquinos e iroqueses.
Publicó en 1787 un estudio acerca del idioma mohicano. Demostraba allí que el idioma mohicano estaba relacionado con el idioma de los algonquinos y era diferente del de los iroqueses. Edwards trabajó en clasificar algunos idiomas del nuevo mundo, acompañado y ayudado por William Jones.